# Kafarnaum
Kafarnaum vagy Kapernaum (héber כפר נחום Kefar Nachum, „Nahum tanyája”) település volt a Galileai-tó partján, bibliai újszövetségi helyszín, amelyet mintegy Kr. e. 150-től a 11. századig laktak. Helyén ma részben feltárt romok találhatók.

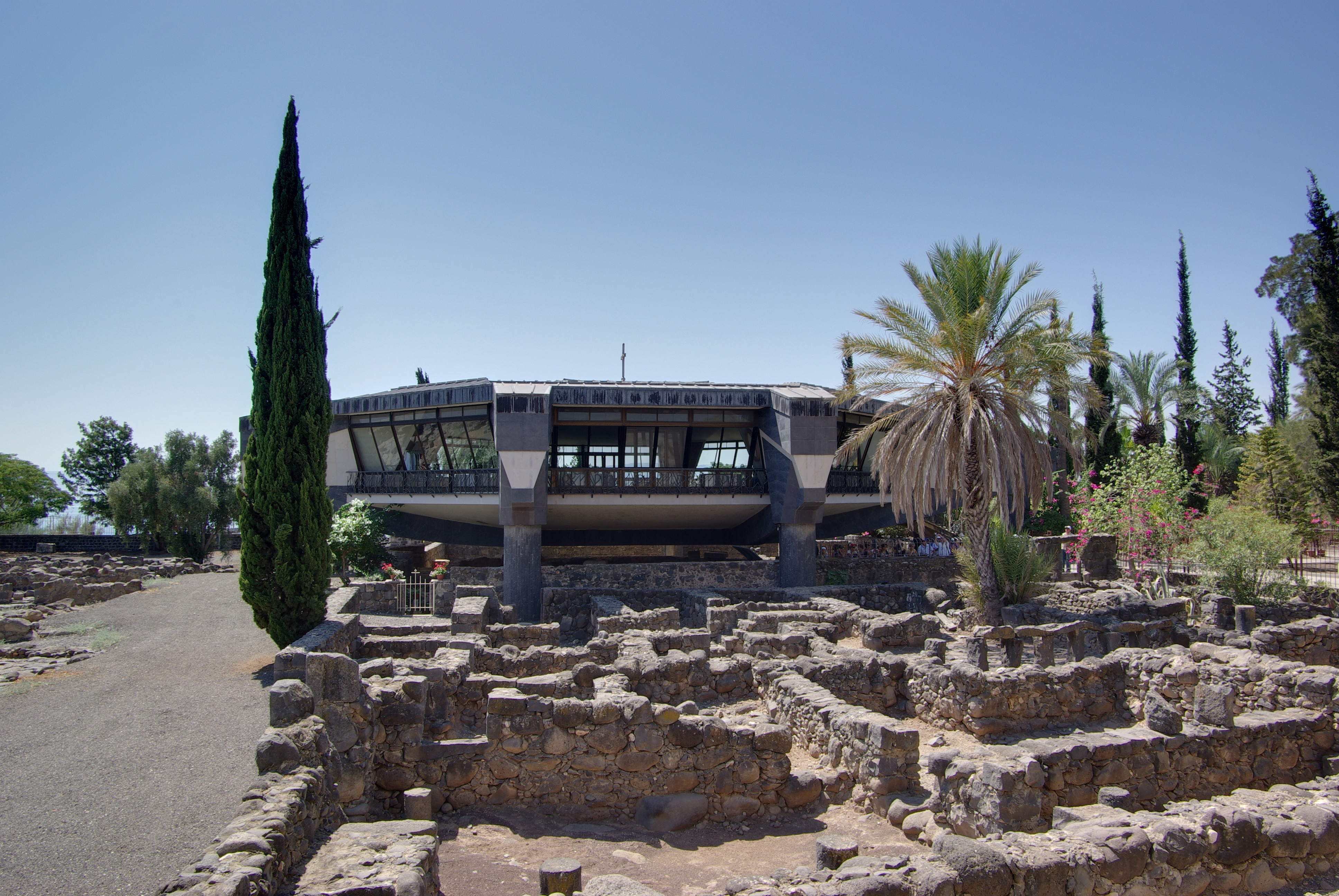
Templom Szent Péter háza helyén, újjáépítették a korábban itt állt bizánci templom mintájára

Lukács evangéliuma szerint több apostol is innen származott: Péter, András, Jakab, János és innen jött az adószedőből lett evangélista Máté is. A Máté evangéliuma 4:13 szerint maga Jézus is lakott itt.
Kafarnaumban a régi zsinagóga romjai alatt feltártak egy épületet, amely azonos lehetett azzal a zsinagógával, ahol Jézus is tanított. 2000 márciusában II. János Pál pápa is meglátogatta a kafarnaumi romokat. Még abban az évben a Galileai-tó melletti többi településsel együtt felkerült a világörökség javaslati listájára.

## Az evangéliumokban
Lukács evangéliuma arról számolt be (4:31-44), hogy a szabbat napjain Jézus a kafarnaumi zsinagógában tanított. Kafarnaumban történt, hogy Jézus meggyógyított egy embert, akibe ártó szellem költözött, és Simon Péter lázban szenvedő anyósát is. A Máté-evangélium 8:5-17 szerint itt történt az is, hogy egy szavával, távolról meggyógyította egy pogány százados szolgáját. A százados szájából hangzott el a híres mondat: „Uram, nem vagyok  méltó, hogy hajlékomba  jöjj, hanem csak egy  szóval mondd (evangélikusoknál: szót szólj), és  meggyógyul az én  szolgám.” E mondat naponta sok ezerszer hangzik el a világ keresztény templomaiban, hiszen apró változtatással része a katolikus misék liturgiájának: „Uram, nem vagyok  méltó, hogy hajlékomba jöjj, hanem csak egy szóval mondd, és meggyógyul az én lelkem.”
Máté evangéliumában a város kevéssé kedvező színben tűnik fel, amikor Jézus azokkal a városokkal együtt (Korozain, Betszaida) korholja (Mt 11,20-24), ahol a legtöbb csodát tette, lakóik mégsem tartottak bűnbánatot. „És te, Kafarnaum! Azt hiszed, az égig emelkedel? A pokolba süllyedsz. Ha Szodomában történtek volna a nálatok történt csodák, mind a mai napig fennállna. Azt mondom  nektek: Szodoma földjének tűrhetőbb sorsa lesz az utolsó ítélet napján, mint neked, Kafarnaum.”

## Feltárása

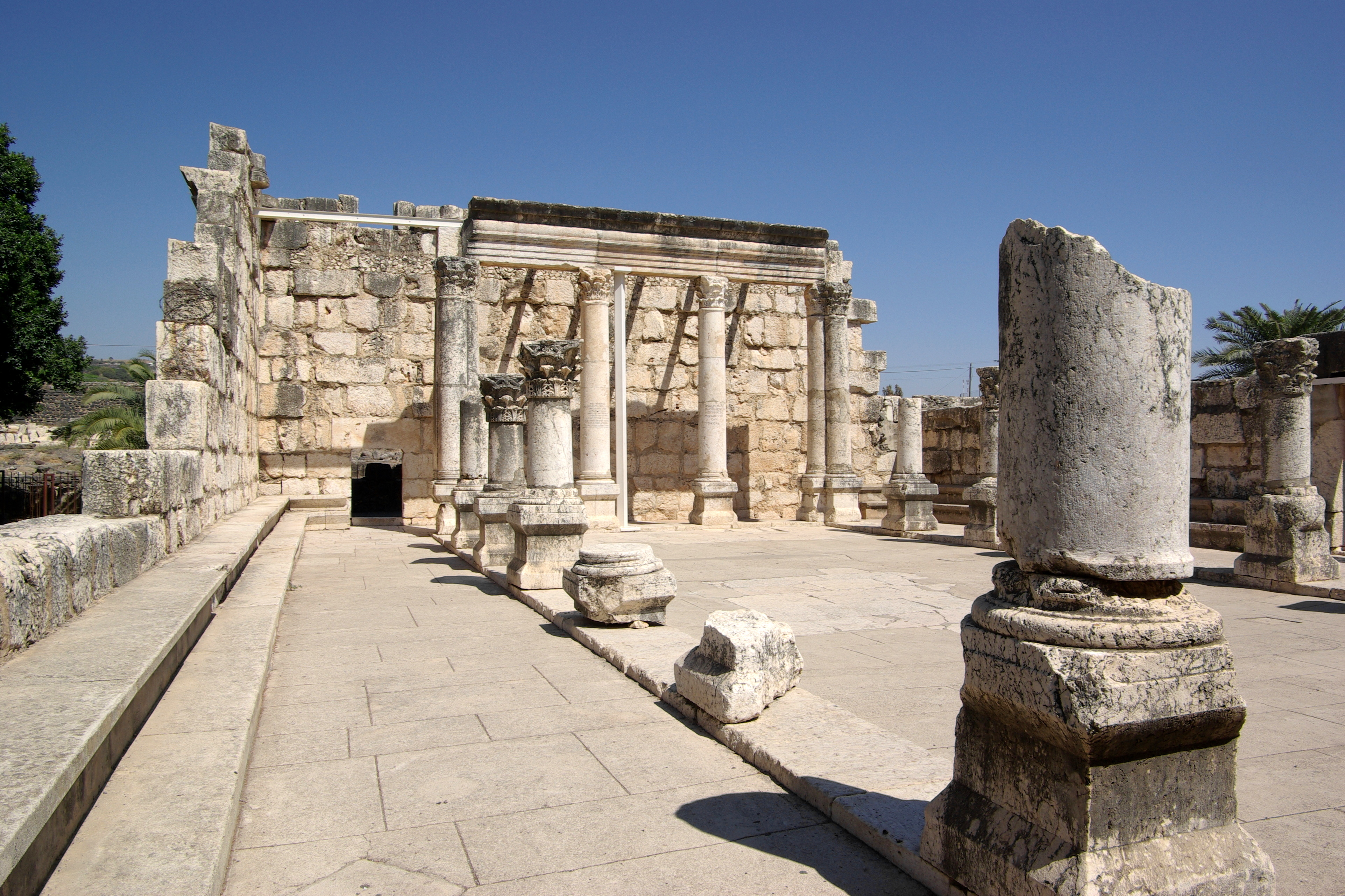
A zsinagóga romjai

Az ókori Kafarnaum romjait az amerikai Edward Robinson fedezte fel újra, 1838-ban. Az első idelátogatók számára a hely elhagyatottnak és szomorúnak tűnt.
1866-ban a brit Charles W. Wilson kapitány azonosította a zsinagóga romjait. A későbbiekben a ferences rendnek sikerült megóvnia a romokat a korábban gyakori vandalizmustól. Virgilio Corbo irányításával kis oázist hoztak itt létre Kafarnaum helyén a zarándokok számára pálmák és eukaliptuszok elültetésével.
A komoly feltárásokat 1905-ben kezdték két német, Heinrich Kohl és Carl Watzinger vezetésével. A munkát Vendelin von Benden és Gaudenzio Orfali ferences atyák folytatták, az előbbi 1915-ig, az utóbbi őt követően 1926-ig. Feltártak két középületet, a zsinagógát (amelyet Orfali atya részben helyre is állított és egy nyolcszögletű templomot. 1968-ban Corbo atya és Stanislao Loffreda olasz kormánytámogatással újraindította az ásatásokat a helynek a ferencesek ellenőrizte nyugati részében. Ennek a szakasznak a fő felfedezése egy ház feltárása volt, azé, amely egyes feltételezések szerint Szent Péter otthona lehetett. Ez a feltárási sorozat még a közelmúltban is folyt (2003-ban legalábbis még publikáltak részeredményeket)..
A leletek bizonysága szerint a várost a Hasmoneus-dinasztia idején hozhatták létre a Kr. e. 2. században, és a 11. században hagyhatták el.
Az ásatási hely keleti része az ortodox monostor ellenőrzése alá tartozik. Ezt is átkutatták és részben feltárták, Vasziliosz Tszaferisz irányítása alatt, 1989 körül. Itt találták meg a bizánci kori és arab falu maradványait. Felfedeztek egy medencét, amelyet valószínűleg haltisztításhoz használtak és számos arany pénzérmét.

## Leírása

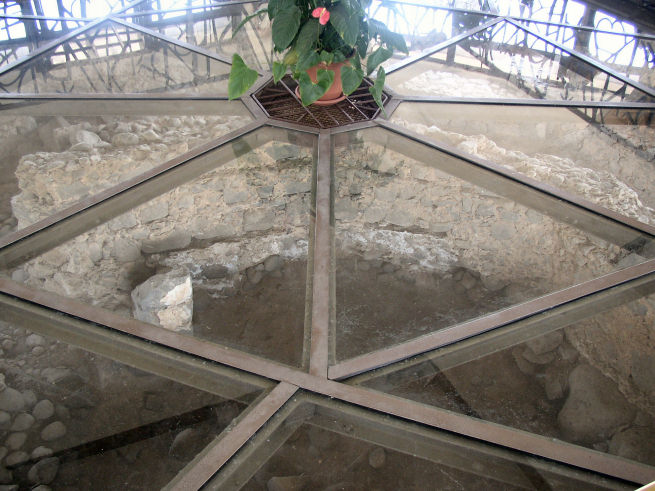
Szent Péter házának romjai

Kafarnaum a Galileai-tó északi partján fekszik, a Galileát Damaszkusszal összekötő egyik főútvonal közelében.
A város alaprajza meglehetősen szabályos. Az észak-déli irányú főutcából mindkét oldalt kis városrészek ágaztak ki a főutcába futó keresztutcákkal és kis zsákutcákkal. A falakat durva bazaltblokkokból építették, kövekkel és sárral megerősítve. A köveket a küszöbök kivételével nem burkolták, és nem használtak maltert.
A tipikus kafarnaumi ház legnagyobb területű része az udvar volt, ahol földből készült körkemence és gabonamalom állt, innen indult a tetőre vezető lépcső is. A házak padozata kövezett volt. A nyitott udvar körül kis helyiségek nyíltak, amelyek falnyílások során vagy alacsony ablakokon kapták a fényt.
Mivel a falak konstrukciója durva volt, a tipikus háznak nem volt második szintje. A tetőt könnyű fagerendák alkották és sárral kevert törek. Márk evangéliuma (2:4) így beszéli el, hogyan vitték Jézushoz Kafarnaumban a gutaütöttet, hogy meggyógyítsa: „Mivel a tömeg miatt nem voltak képesek bevinni hozzá, ott, ahol volt, a tetőt bontották meg, s miután kivésték azt, a hordágyat, amelyen a gutaütött feküdt, leeresztették.”
A zsinagóga és a nyolcszögletű templom közti városrészben végzett ásatások tanúsága szerint egy-egy házban több család élt együtt patriarchális viszonyok közt, ugyanazt az udvart és ugyanazokat az ajtó nélküli belső átjárókat használva. A házak általában szegénységről tanúskodtak. Nem voltak higiéniai berendezések vagy csatornázás. A szobák keskenyek és nem túl kényelmesek voltak. A legtöbb fellelt tárgy agyagból készült: korsók, tányérok, amforák és lámpák. Találtak horgokat, hálósúlyokat, orsókat, bazaltmalmokat és olajpréseket is.
A 4. századtól kezdve Kafarnaumban emelkedett az életszínvonal: a házakat már jó minőségű maltert használva építették, és finom kerámiákat is alkalmaztak. Ebben az időben épült az a zsinagóga is, amelynek romjai ma is láthatók. Osztálykülönbségek jeleire nem bukkantak a régészek. A város alapításakor készült házakat egészen a város elhagyásáig használták.